# Рязаны (Омская область)
Ряза́ны — село в Муромцевском районе Омской области России, административный центр Рязанского сельского поселения .
Население — 330 человек (2010)
Основано в 1845 году как Бергамакский выселок.

## География
Село находится по правому берегу реки Бергамак. Село расположено в 37 км к северу от районного центра посёлка Муромцево, ближайший населённый пункт деревня Алексеевка расположена в 6 км к северу от села. Со всех сторон село окружено лесами.
Климат
Климат резко континентальный, со значительными перепадами температур зимой и летом, согласно классификации климатов Кёппена-Гейгера субарктический (Dfc). Многолетняя норма осадков — 447 мм. Наибольшее количество осадков выпадает в июле — 71 мм, наименьшее в феврале — 15 мм. Среднегодовая температура — −0,2 °C.

## История
Основано в 1845 году как выселок села Бергамак Бергамакской волости Тарского округа. В выселки поселились выходцы из Рязанской губернии. В списках 1868 года селение обозначено уже как казённый выселок Рязаны. В названии деревни отразилось название губернии — места выхода основной части переселенцев.
В начале же XX века (1909 год) в деревне выявлены: хлебный запасный магазин, две мелочные лавки, водяные мельницы, кузница, деревянная церковь, открытая в 1901 году, а при ней церковно-приходская школа. В 1912 году открыт маслодельный завод.
1 января 1914 года село Рязанское передано в состав Нагорно-Ивановской волости.
В 1915 году был открыт артельный маслозавод.
В начале 1921 году в Рязанах был выбран первый сельсовет.
24 сентября 1924 года Нагорно-Ивановская волость с селом присоединены к Екатерининской волости Тарского уезда Омской губернии.
В 1920-е в Рязанах были: школа первой ступени, маслозавод, церковь, потребительская лавка — первое кооперативное объединение рязанцев. В начале 1922 году организуется маслодельная артель.
В 1932 году организован колхоз им. Ворошилова. В 1934 году в селе с учетом навыков населения организуется промколхоз «Пролетарий» в составе Тарского леспромхоза. Основной деятельности последнего были лесные промыслы. В декабре 1950 года колхозы Рязанского сельсовета «Пролетарий» (Рязаны), «Съезд Советов» (Николаевка), «Новый путь» и «Страна Советов» (Алексеевка) объединились в единую сельскохозяйственную артель имени Хрущева с центром в селе Рязаны. Получив функции центральной усадьбы, село постепенно обустраивается: в селе был построен детский сад, открыта средняя школа со спортзалом и спортплощадкой, работают амбулатория и клуб с библиотекой.

## Население
| 1857 | 1897 | 1909 | 1926 | 1953 | 1959 | 1970 |
| ---- | ---- | ---- | ---- | ---- | ---- | ---- |
| 92   | ↗266 | ↗322 | ↗562 | ↘308 | ↗358 | ↗427 |
| 1979 | 2010 |      |      |      |      |      |
| ↗596 | ↘330 |      |      |      |      |      |